# Julio DiNero
Brian Wohl, né le 13 avril 1972 à Washington (district de Columbia), est un catcheur américain. Il est principalement connu sous le nom de ring de Julio DiNero et il est connu pour avoir travaillé à la Extreme Championship Wrestling (ECW) ainsi qu'à la Total Nonstop Action Wrestling.

## Carrière

### Débuts dans le catch sur le circuit indépendant (1994-1999)
Wohl débute dans le catch en octobre 1994 en utilisant le nom de ring de Julio Sanchez. À partir du mois de juin 1995 et jusqu'en juillet 1998 il travaille en tant que jobber pour la World Championship Wrestling (WCW), faisant des apparitions sporadiques au sein de cette fédération. Il est utilisé de la même manière à la World Wrestling Federation où il adopte le nom de Julio Fantastico.
C'est dans les petites fédérations du circuit indépendant américain qu'il se produit la plupart du temps pendant cette période et plus particulièrement dans celles de la côte est. Il y devient notamment champion poids-lourds de la Pennsylvania Championship Wrestling à deux reprises : d'abord du 21 janvier au 4 avril 1997 puis du 19 juin au 10 octobre 1998. Entre-temps, il a aussi été à trois reprises champion des poids-lourds léger de l'Independent Professional Wrestling Alliance (IPWA) : il a été le premier détenteur de ce titre du 22 au 29 avril 1997, puis a eu un second règne du 11 décembre au 13 juin 1998 et a détenu une troisième fois ce titre du 22 août au 2 septembre. Il remporte une quatrième et dernière fois ce titre le 23 janvier 1999. Et entre son troisième et son quatrième règne de champion de l'IPWA il a fait équipe avec Julio Cicero avec qui il a été champion par équipe de la Maryland Championship Wrestling du 20 septembre au 4 novembre 1998 et le 7 août 1999 il a remporté le championnat poids-lourds de la Allied Powers Wrestling Federation, titre qu'il a conservé jusqu'au 4 décembre,,,. Entre-temps le 10 octobre, il perd un match simple face à Too Cold Scorpio au cours d'Heroes of Wrestling.

### Extreme Championship Wrestling (2000-2001)
Il commence à travailler à l'Extreme Championship Wrestling (ECW) à partir de février 2000 sous le nom de Julio Fantastico. À partir du mois de juillet, il fait équipe avec EZ Money et adopte le nom de ring de Julio DiNero avec qui il forme l'équipe Hot Commodity et participent à un tournoi pour désigner les nouveaux champions par équipe de la ECW où ils éliminent au premier tour Christian York et Joey Matthews le 25 août avant d'être éliminé en demi-finale par Mikey Whipwreck et Yoshihiro Tajiri le 1er septembre,. Ils obtiennent un match pour le titre de champion par équipe le 7 janvier 2001 à Guilty as Charged (le dernier spectacle en paiement à la séance de la fédération) qu'ils perdent face à Danny Doring (en) et Roadkill (en). Il participe au tout dernier spectacle de la fédération six jours plus tard où avec EZ Money ils perdent face à Christian York et Joey Matthews. La ECW est déclaré en banqueroute en avril.

### Circuit indépendant (2001-2002)
Après la fermeture de la ECW, il retourne sur le circuit indépendant. Il travaille à la Maryland Championship Wrestling (MCW) où il devient champion Rage Television le 18 juillet 2001. Durant cette période il fait un match en lever de rideau de l'enregistrement de l'émission de la World Wrestling Federation Sunday Night Heat où il perd face à Essa Rios (en) le 31 juillet. Le 2 novembre, il perd son titre de champion Rage Television de la MCW.